# 遊擊少女遊美
《遊擊少女遊美》，是日本漫畫劇作家及編劇小金丸大和的作品。由高橋伸輔作畫，台灣東立出版社出版。作者在第四集結尾寫着「第一部完」，並明言會再出版續集（We'll be back）。

## 故事簡介
中學時代的棒球少女沢村遊美升高中時被教練以「不可能勝過男生，難以在高中有大發展」為由規勸離隊。失去了本來生活目標的她，打算過一個普通女學生的生活。
沒料到剛開學時，就被不良少女襲擊。她本能反應地以棒球動作擊退她們。剛好古代柔術掌門的孫子暮石正太郎看見這情境。本身毫無運動神經的他為要完成祖父的遺志，發揚暮石流柔術，便力邀體能、反射神經出眾的遊美拜入門下。由於對正太郎有好感以及希望重拾生活的熱情，遊美同意加入。正太郎就以棒球動作為基本，教授遊美一些祖父留下來的奧義。因為正太郎揚言她只要聽他的指示就「鐵定能打嬴男人」這句話正中她的心病，所以遊美很用心的學習奧義。
正所謂「不打不相識」，遊美因打架先後認識了學姐柔道社的主將田植桃子、校內辣妹首領堀內亞須和同級生籃球社的前田理香，並與她們一起在正太郎的指導下特訓。
他們一群人逐漸遇到校內外的敵人，並在實戰中應用暮石流柔術的奧義。戰鬥場面中展現出角色設定的其中一個特點：多個角色本身擅長其他運動，所以招式帶有原有運動的影子。
正太郎認為遊美太容易激動，可能在實戰中因盛怒殺傷對手，或不顧形勢與太強的對手作戰。由於覺得她放棄暮石流要「活着」的宗旨，正太郎下達除非遊美在決鬥中勝過他，否則要將她逐出師門的命令。
懷着對正太郎的好感，遊美狠不下手。以為失敗了，遊美正要放棄之際，反而被正太郎指已領悟了暮石流要以愛來感化敵人的真髓而讓她過關。

## 主要角色
- 沢村遊美：本作的女主角，嶺南高中1年級生。中學時代出色的棒球投手，和男生同場作賽而毫不遜色。身體能力優秀。在正太郎指導下，招式仍有棒球動作的影子。
- 暮石正太郎：亦是嶺南高中1年級生。暮石流柔術掌門的孫子，以完成祖父發揚暮石流柔術的遺志為己任。滿腦子是武術，是為要教奧義會若無其事抓住女生的手，但不會佔女生便宜的武術男。
- 前田理香：1年級生。正太郎的青梅竹馬，自稱是他的未婚妻。因小時候爸爸毒打她和媽媽，而令她性格有點歪曲，在正太郎面前扮乖。因為曾經在正太郎祖父在生時直接從他身上學奧義，所以她懂得一些遊美不會的奧義。她常以籃球作為武器。
- 田植桃子：同校的2年級生，是柔道社的主將，是個身體比男生壯，外貌也粗獷的學姐。看中遊美的身體能力，希望她加入柔道社以增加社奪得全國冠軍機會。雖然外表粗豪，但很會保護學弟妹。她亦是最用心練習的一員。
- 堀內亞里須：同校的3年級生，是校內最大辣妹集團的剛引退的首領，為要監察男朋友而加入暮石流。
- 白井圭太：同校的3年級生，亞里須的男朋友。雖身體強健，但沒有技術，在本作中常被擊倒。是個色色的角色，對遊美和理香感興趣。可是，他在女朋友、嬸嬸的小吃攤受威脅時，會奮不顧身加以保護。

## 出版
共發行了四本單行本：
- Vol.1. 出版日期：2011/7/20；ISBN 978-986-10-7648-5
- Vol.2. 出版日期：2011/7/20；ISBN 978-986-10-7649-2
- Vol.3. 出版日期：2011/12/15；ISBN 978-986-10-7650-8
- Vol.4. 出版日期：2012/2/25；ISBN 978-986-10-7795-6